# Veronika Pincová
Veronika Pincová (* 15. November 1989 in Příbram) ist eine ehemalige tschechische Fußballspielerin und A-Nationalspielerin.

## Karriere

### Vereine
Pincová begann im Alter von sieben Jahren für den in Dobříš in der Region Středočeský kraj ansässigen Městský fotbalový klub Dobříš mit dem Fußballspielen – gemeinsam mit Jungen und bis zum Alter von 14 Jahren. In einem Turnier als Talent aufgefallen, kam über einem Späher und ihrem Vater der Transfer – auf Umwegen – zu Slavia Prag zustande, deren Fan sie seit ihrer Kindheit – durch ihren Großvater bedingt – gewesen ist.
Für diesen Verein spielte sie fortan und ausschließlich im Seniorinnenbereich und durchgängig in der I. liga žen, der höchsten Spielklasse im tschechischen Frauenfußball. Während ihrer beinahe zwei Jahrzehnte währenden Vereinszugehörigkeit, gewann sie mit ihrer Mannschaft sechsmal den Meistertitel und einmal den nationalen Vereinspokal. Aufgrund der zahlreich errungenen Meisterschaften nahm sie mit ihrer Mannschaft auch ab der Saison 2014/15 sieben Mal am Wettbewerb der Champions League teil und bestritt insgesamt 24 Spiele, in denen ihr zwei Tore gelangen.
Ihr internationales Vereinsdebüt gab sie am 8. Oktober 2014 im Erstrundenhinspiel bei der 0:1-Niederlage gegen den FC Barcelona in der heimischen Fortuna Arena. Ihr erstes Tor erzielte sie am 5. Oktober 2016 im Erstrundenhinspiel beim 1:1-Unentschieden gegen die Frauenfußballmannschaft von Apollon Limassol in deren Limassol Arena. Mit dem zweimaligen Erreichen des Viertelfinales, 2017/18 (0:5 und 1:1 vs. VfL Wolfsburg) und 2018/19 (1:5 vs. FC Bayern München), kam sie am weitesten mit ihrer Mannschaft.

### Nationalmannschaft
Pincová debütierte für den FAČR in der U19-Nationalmannschaft, für die sie vom 26. September 2006 bis zum 29. April 2008 in insgesamt zwölf (2006; 3/0, 2007; 6/2, 2008; 3/1) altersbezogenen EM-Qualifikationsspielen und in drei (2007; 2, 2008; 1) in Freundschaft ausgetragenen Länderspielen wirkte. In der Begegnung mit der U19-Nationalmannschaft der Ukraine, von der man sich am 10. April 2007 in Neulengbach mit 1:1 unentschieden trennte, erzielte sie mit dem Treffer zum Endstand in der 85. Minute ihr erstes von drei Länderspieltoren.
Für die A-Nationalmannschaft bestritt sie von 2007 bis 2014 38 Länderspiele, in denen sie vier Tore erzielte. Nach einer dreijährigen Abwesenheit von der A-Nationalmannschaft kam sie am 24. Oktober 2017 in Znojmo beim 1:1-Unentschieden gegen die Nationalmannschaft Islands im vierten Spiel der WM-Qualifikationsgruppe 5 ein letztes Mal als Nationalspielerin zum Einsatz.
Ihr Debüt erfolgte zehn Jahre zuvor am 27. Oktober 2010 in Pilsen beim 2:2-Unentschieden gegen die Nationalmannschaft Spaniens im dritten Spiel der EM-Qualifikationsgruppe 1.
Dazwischen wirkte sie in 16 weiteren WM- (3 Tore) und in elf weiteren EM-Qualifikationsspielen sowie in sieben in Freundschaft ausgetragenen Länderspielen (1 Tor) mit. Bei der Teilnahme ihrer Mannschaft am Turnier um den Slavic Cup 2013 auf der kroatischen Halbinsel Istrien wurde sie in den beiden Spielen der Gruppe B und im Finale am 11. März in Rovinj berücksichtigt. Der Nationalmannschaft Russlands war sie mit ihrer mit 2:4 unterlegen – wenn auch erst im Elfmeterschießen. Mit ihren ersten beiden A-Länderspieltoren am 25. Oktober 2009 in Prag sorgte sie für den 2:1-Sieg über die Nationalmannschaft Wales’ im zweiten Spiel der WM-Qualifikationsgruppe 8.

## Erfolge / Auszeichnung
Nationalmannschaft
- Slavic-Cup Finalist 2013

Slavia Prag
- Tschechischer Meister 2014, 2015, 2016, 2017, 2020, 2022
- Tschechischer Pokal-Sieger 2016
- Tschechische Fußballspielerin des Jahres 2011[2]